# CAF Futsal Championship 2008
Il quarto CAF Futsal Championship, disputato a partire dal 21 marzo 2008 a Tripoli in Libia, viene considerato il quarto campionato continentale africano per formazioni nazionali di calcio a 5 e anche quello con il più alto numero di squadre partecipanti: un totale di dieci iscritte per la presenza della  Tunisia dopo il forfait del Madagascar.
Oltre al favorito e sempre presente  Egitto, in questo torneo torna a calcare i parquet anche la  Nigeria assente dal secondo mondiale del 1992. A loro si aggiungono per la prima volta nella loro storia le nazionali di  Zambia e  Camerun. Dopo una prima fase che ha visto i campioni in carica costretti al pareggio sia dal Mozambico che dall'Angola, le semifinali hanno confermato la forza dell'Egitto ma anche dell'emergente Libia paese ospitante, un traino per il calcio a 5 del Nordafrica che completa la sua bella prova con il Marocco giunto poi terzo all'atto finale. La finale invece, tra le formazioni che hanno presentato il gioco migliore ed i risultati più convincenti, ha premiato la nazionale libica dopo ben due supplementari con il punteggio di 4-3. La qualificazione alla finale consente a Egitto e Libia di qualificarsi ai sesti FIFA Futsal World Cup in programma in Brasile.

## Squadre iscritte
| Nazionale | Note                |
| --------- | ------------------- |
| Egitto    | Campione in carica  |
| Angola    | -                   |
| Sudafrica | -                   |
| Nigeria   | -                   |
| Zambia    | esordiente          |
| Camerun   | esordiente          |
| Marocco   | -                   |
| Mozambico | -                   |
| Tunisia   | -                   |
| Libia     | Paese organizzatore |

## Gare

### Girone A
|         | Risult. |         | Città e data  |
| ------- | ------- | ------- | ------------- |
| Tunisia | 0 - 5   | Marocco | Tripoli 21.03 |
| Libia   | 4 - 0   | Nigeria | Tripoli 21.03 |
| Camerun | 3 - 3   | Nigeria | Tripoli 22.03 |
| Libia   | 4 - 2   | Tunisia | Tripoli 22.03 |
| Camerun | 1 - 4   | Tunisia | Tripoli 23.03 |
| Libia   | 4 - 1   | Marocco | Tripoli 23.03 |
| Camerun | 1 - 7   | Libia   | Tripoli 24.03 |
| Marocco | 2 - 1   | Nigeria | Tripoli 24.03 |
| Nigeria | 5 - 3   | Tunisia | Tripoli 25.03 |
| Marocco | 8 - 1   | Camerun | Tripoli 25.03 |

| Classifica finale | Pt | G | V | N | P | GF | GS | DR  |
| ----------------- | -- | - | - | - | - | -- | -- | --- |
| Libia             | 12 | 4 | 4 | 0 | 0 | 19 | 4  | +15 |
| Marocco           | 9  | 4 | 3 | 0 | 1 | 16 | 6  | +10 |
| Nigeria           | 4  | 4 | 1 | 1 | 2 | 9  | 12 | -3  |
| Tunisia           | 3  | 4 | 1 | 0 | 3 | 9  | 15 | -6  |
| Camerun           | 1  | 4 | 0 | 1 | 3 | 6  | 22 | -16 |

### Girone B
|           | Risult. |           | Città e data  |
| --------- | ------- | --------- | ------------- |
| Sudafrica | 4 - 8   | Angola    | Tripoli 21.03 |
| Egitto    | 9 - 0   | Zambia    | Tripoli 21.03 |
| Egitto    | 8 - 4   | Sudafrica | Tripoli 22.03 |
| Mozambico | 9 - 2   | Zambia    | Tripoli 22.03 |
| Angola    | 2 - 2   | Egitto    | Tripoli 23.03 |
| Sudafrica | 3 - 10  | Mozambico | Tripoli 23.03 |
| Egitto    | 1 - 1   | Mozambico | Tripoli 24.03 |
| Zambia    | 8 - 4   | Angola    | Tripoli 24.03 |
| Zambia    | 5 - 6   | Sudafrica | Tripoli 25.03 |
| Angola    | 6 - 5   | Mozambico | Tripoli 25.03 |

| Classifica finale | Pt | G | V | N | P | GF | GS | DR  |
| ----------------- | -- | - | - | - | - | -- | -- | --- |
| Egitto            | 8  | 4 | 2 | 2 | 0 | 20 | 7  | +13 |
| Mozambico         | 7  | 4 | 2 | 1 | 1 | 25 | 12 | +13 |
| Angola            | 7  | 4 | 2 | 1 | 1 | 20 | 19 | +1  |
| Sudafrica         | 3  | 4 | 1 | 0 | 3 | 17 | 31 | -14 |
| Zambia            | 3  | 4 | 1 | 0 | 3 | 13 | 28 | -15 |

### Semifinali
|        | Risult. |           | Città e data  |
| ------ | ------- | --------- | ------------- |
| Egitto | 4 - 1   | Marocco   | Tripoli 28.03 |
| Libia  | 4 - 1   | Mozambico | Tripoli 28.03 |

### Finale 3º-4º posto
|         | Risult. |           | Città e data  |
| ------- | ------- | --------- | ------------- |
| Marocco | 3 - 1   | Mozambico | Tripoli 30.03 |

### Finale
|       | Risult.      |        | Città e data  |
| ----- | ------------ | ------ | ------------- |
| Libia | 4 - 3 (D2TS) | Egitto | Tripoli 31.03 |

| Qualificate al mondiale | Libia | Egitto |
| ----------------------- | ----- | ------ |